# Lawessons Reagenz
Lawessons Reagenz ist eine phosphor- und schwefelhaltige organische Verbindung und wurde nach seinem Entdecker, dem schwedischen Chemiker Sven-Olov Lawesson, benannt.

## Herstellung
Lawessons Reagenz wird aus Phosphor(V)-sulfid und Anisol synthetisiert.

## Verwendung
Lawessons Reagenz hat sich als äußerst nützlich für die Herstellung von Thiocarbonylverbindungen aus Carbonylverbindungen erwiesen. Es ist reaktiver als Phosphor(V)-sulfid, P4S10, und bei höherer Temperatur ausreichend in organischen Lösungsmitteln löslich, so dass die Reaktionen in einer homogenen Lösung durchgeführt werden können. Lactame lassen sich mittels Lawessons Reagenz in Thiolactame umwandeln: Ebenso lassen sich so Phosphinoxide in die entsprechenden Phosphinsulfide überführen, enantiomerenreine P-stereogene Verbindungen reagieren unter Retention der Konfiguration.

## Mechanismus
Das Reagenz steht im Gleichgewicht mit der monomeren Form. Diese reagiert in einem Mechanismus ähnlich dem der Wittig-Reaktion mit einer Carbonylverbindung.